# Kołaczkowice (Silésie)
Pour les articles homonymes, voir Kołaczkowice.
Kołaczkowice est une localité polonaise de la gmina de Miedźno, située dans le powiat de Kłobuck en voïvodie de Silésie.